# 술과 담배 스트레스에 관한 첨단 보고서
《술과 담배 스트레스에 관한 첨단 보고서》는 대한민국의 KBS에서 1999년에 방송된 다큐멘터리 프로그램이다. 연출은 이영돈 PD가 담당하였다.

## 에피소드 목록
- 1999년 1월 10일 - 1편 : 간접흡연 - 그 동반자살의 실체
- 1월 17일 - 2편 : 금연 - 이것이 확실한 방법이다
- 1월 24일 - 3편 : 담배전쟁
- 1월 31일 - 4편 : 약인가 독인가 - 술의 두 얼굴
- 2월 7일 - 5편 : 만병의 근원 - 스트레스
- 2월 14일 - 6편 : 신의 선물 - 웃음과 울음

## 같이 보기
관련 항목
- 건강
- 니코틴
- 알코올

방송 프로그램
- 신동엽 VS 김상중 - 술이 더 해로운가, 담배가 더 해로운가 (SBS, 2019년)